# Oberonia flabellifera
Oberonia flabellifera är en orkidéart som beskrevs av Richard Eric Holttum. Oberonia flabellifera ingår i släktet Oberonia och familjen orkidéer. Inga underarter finns listade i Catalogue of Life.